# Dimension Zero
Dimension Zero är ett svenskt melodisk death metal-band från Göteborg. Bandet bildades 1995 och gav ut sitt debutalbum Silent Night Fever 2002 på Regain Records.

## Historia
Dimension Zero startades 1995 av basisten Jesper Strömblad (även In Flames), Hans Nilsson på trummor, sångaren Jocke Göthberg (även Nifters, tidigare Marduk), och gitarristen Glenn Ljungström (tidigare In Flames, Hammerfall). Också Fredrik Johansson spelade gitarr i bandet, 1996-1998. Gruppen gav ut sin första EP, Penetrations from the Lost World, 1998 men splittrades därefter för att återförenas år 2000. Då tillkom Daniel Antonsson (även Soilwork, Pathos) på gitarr. Det första fullängdsalbumet, Silent Night Fever, kom 2002 och året därpå gavs This Is Hell ut. Därefter lämnade Glenn Ljungström bandet. Det tredje fullängdsalbumet He Who Shall Not Bleed ges ut 2007. Bandets musik har jämförts med andra svenska death metal-band som At the Gates, Unleashed och In Flames.
Bandet har aldrig turnerat särskilt mycket beroende på medlemmarnas engagemang i andra grupper. Från år 2007 deltar också basisten Niclas Andersson (även Lord Belial) vid bandets livespelningar, t.ex. på Close-Upbåten 15 februari. I augusti spelade Dimension Zero på Wacken Open Air i Tyskland.

## Medlemmar
Nuvarande medlemmar
- Jesper Strömblad – basgitarr, gitarr (1995–1998, 2000–2008, 2014– )
- Hans Nilsson – trummor (1996–1998, 2000–2008, 2014– )
- Andy Solveström – sång (2016– )

Tidigare medlemmar
- Glenn Ljungström – gitarr (1995–1998, 2000–2003, 2005)
- Fredrik Johansson – gitarr (1996–1998)
- Jocke Göthberg – sång (1996–1998, 2000–2008, 2014–2016)
- Daniel Antonsson – gitarr (2002–2008, 2014–2016)

Turnerande medlemmar
- Niclas Andersson – basgitarr (2007)

## Diskografi
Demo
- Screams from the Forest (1995)

Studioalbum
- Silent Night Fever (2002)
- This Is Hell (2003)
- He Who Shall Not Bleed (2007)

EP
- Penetrations from the Lost World (1998)